# Aspidium subquinquefidum
Aspidium subquinquefidum là một loài dương xỉ trong họ Tectariaceae. Loài này được P. Beauv. mô tả khoa học đầu tiên năm 1805.
Danh pháp khoa học của loài này chưa được làm sáng tỏ. 